# 308e division (Vietnam)
Pour les articles homonymes, voir 308e division.
La 308e division vietnamienne, ou Sư đoàn 308 en vietnamien, est une unité militaire créée pendant la guerre d'Indochine par les forces vietminh pour lutter contre les troupes de l'Union française. Il s'agit de la première grande unité vietminh créée officiellement le 6 juin 1948. Elle était constituée au départ de volontaires provenant de Phuc Yen, Vinh Yen et Hanoï. Ses bataillons permettront de constituer plus tard l'ossature des divisions 312 et 351.

## Chefs de corps
- Commandant en chef : général Vuong Thua Vu
- Commissaire politique : général Vuong Thua Vu puis Song Hao

## Organisation
La division est formée de 3 régiments d'infanterie ou Trung đoàn
- 102e régiment d'infanterie (Thủ Đô), constitué des bataillons 18, 54 et 79
- 36e régiment d'infanterie (Bắc Bắc), constitué des bataillons 80, 84 et 89
- 88e régiment d'infanterie (Tu Vũ), constitué des bataillons 23 ou 22?, 29 et 322

## Sources et bibliographies
- Général Võ Nguyên Giáp, Mémoires 1946-1954 : Tome 1 à 3, Anako, 2003.
- Eric Deroo et Christophe Dutrône, Le Viêt-Minh, Les Indes savantes, 2008.  (ISBN 978-2-84654-145-9).